# Polycelis felina
Polycelis felina es una especie de tricládido planárido que habita en aguas dulces de Europa y África del Norte.

## Descripción
Los individuos adultos de P. felina llegan a medir hasta 2 mm de longitud, aunque normalmente miden unos 12 mm de longitud. La cabeza presenta una forma marcadamente convexa y presenta dos tentáculos puntiagudos de tamaño variable uno a cada lado. Una hilera formada por numerosos ojos se distribuye en torno a la cabeza y a lo largo de los márgenes del tercio anterior del cuerpo. La superficie ventral del cuerpo es más pálida que la dorsal.